# 라라 로빈슨
라라 로빈슨(Lara Robinson、1998년 1월 1일 - )은 오스트레일리아의 배우이다.

## 출연 작품

### 영화
- Long Weekend (2008)
- 노잉 (2009) - 애비 / 루신다 엠브리 역
- Saved (2009)

### 텔레비전
- City Homicide (2007)